# 去来抄
『去來抄』（きょらいしょう）とは、向井去來が松尾芭蕉からの伝聞、蕉門での論議、俳諧の心構え等をまとめた俳諧論書。
1702年（元禄15年）頃から去來が没した1704年（宝永元年）にかけて成立したとみられる。1775年（安永4年）に板行されて世に流布したが、去來の没後70年以上を経ていたため、本書が真実去來の著したものであるか否かが問題視された。
しかし有力な反証もまた無く、その内容は蕉風を語る上では事毎に引用されてきた。
蕉風の根本問題に触れた批評が多く蕉門の俳諧書として良くまとまり、近世俳諧史上、蕉風俳論の最も重要な文献とされている。
『去來抄』をはじめとする元禄の俳論は現代に比しても優れたところがあり、芭蕉研究者にも、初心に俳諧を学ぶ者にも良い指針となっている。

## 内容
安永板本は「先師評」「同門評」「修行教」の上中下3冊、伝来する写本は「先師評」「同門評」「故實」「修行」の4部4冊により構成される。さび・しをり・ほそみ・かるみ・不易流行・花実・本意本情・匂・位・面影など、蕉風の本質から付合の技法に至るまで多方面にわたる問題を取り上げている。
先師評
「外人之評有といへども先師の一言まじる物は此に記す」
芭蕉や門人の作に芭蕉が加えた評語を中心とし、芭蕉の発言が加わったものであれば門人同士の評論も収録した。句作の機微に触れる話が多く、等類・余白の美・句の姿・俳席の心得など多方面にわたる。45章からなり、個々の章は互いに独立している。33章目までは発句に関する俳話が記され、その後10章に渡り付句に関して述べ、終わりの2章は再び発句について記す。去來が俳論において芭蕉に近い存在であるように書かれており、句作においては自らの句を悪い見本として取り上げているところもあるが、評論においては他の門人より劣るように書かれたところは一つも無い。
同門評
「凡篇中ノ異評自ヲ是トスルニ似タルハ、いまだ判者なきゆへ也。猶、後賢を待ち侍る」
芭蕉、あるいは蕉門の門人の作を門人同士が批評論議しあった発言を収める。40の短章からなり、付句に関するものが1章のみある他は、全て発句に関する内容となっている。許六との論議が最も多く、また文中で許六が登場しなくとも、先に成立した許六の『篇突』や去來の『旅寝論』で言及された論争を基にした俳諧談義が記されるところも多い。
故實
「予初學の時より俳諧の法を知事を穴勝とせず。此故に去嫌季節等も不レ覺悟。増して其外の事は言に不及。しかれども此篇は先師の物語有し事共、わずかに覺へ侍るを記す」
卯七が問い、去來が答える形で俳諧の法式・脇第三の留め・切字・花の座などの故実について、芭蕉の真意を伝えている。23章からなり、発句や付句に関するものの他、俳文・俳号・俳書に触れた内容の章もある。
修行
「蕉門に千歳不易の句、一時流行の句と云ふ有り。是を二つに分て教へ給へる、其元は一つ也。不易を知らざれば基たちがたく、流行を知らざれば風新たならず」
俳諧の基・不易流行などの俳諧の本質、さび・しをり・細みなどの論説、匂い付け・移り・響き・佛などの付合の技法などを述べ、俳諧の歴史や連句の変遷、修行の具体的な心得にも触れる。49章からなり、冒頭の10章は不易流行についてであり、次いで修行での心得、付合の技法、発句の善し悪しや付句との違いに触れる。その教えは、蕉門の根本的な理念を理解する上で、常に引用され参照される。

## 成立
芭蕉の没後、門人らの手になる俳論書が次々と刊行された。それらの中には、芭蕉より去來が受けた教えとは相反する論述も見られた。去來はこれらに対して己の理解するところを書き記さんとし、かくて蕉門随一の俳論書の筆は執られた。
去來は関西でも蕉門随一の高弟であり、芭蕉も戯れに関西の俳諧奉行とも呼んだほどの達者であった。『去來抄』に見えるその思想は、芭蕉のそれを忠実に受け継いだものと言って良い。
芭蕉は門人に対して非常に懇切丁寧に指導添削を行ったが、俳論などを書き残したものは驚くほど少ない。これは芭蕉が自らを語ることを嫌った為でもあるが、自分の思想が師伝とされて後世を縛るものとなることを恐れた節もある。あるとき芭蕉は遠方の門人より付句の作法を問われて17箇条の説明を書き送ったが、蕉風の付句はこの17箇条に限るものと誤解されることを恐れて捨てさせたという逸話があるほどである。故に芭蕉の思想は門人の書き記した諸説より窺い知るしかなく、師説を門人それぞれに解釈したものを読み合わせる必要がある。
土芳の『蓑虫庵集』によれば、1702年（元禄15年）の春に去來より「嵐山」「鹿」「竹薮」「園の瓜」を題として出句を依頼されたという。去來は同時期に長崎の卯七を後見し、句集『渡鳥集』の編纂を行っていたが、これは故郷長崎を周遊した際の俳友との交流を記念したものである。去來が土芳に頼んだ4つの題は京都の落柿舎にちなむもので、後の1704年（宝永元年）5月27日付『土芳・半殘宛書簡』にあるところの『落柿舎集』編纂の為に出句を頼んだものであろう。
この『落柿舎集』とは、去來が当初俳論と発句の双方を収める文集の編纂を志して集句を行ったものである。同じく『土芳・半殘宛書簡』によれば、その後1704年（元禄17年）になって『落柿舎集』から『去來抄』へと題を改めた上で俳論の草稿に注力したと見えるが、1704年（宝永元年）9月に未完成のまま病没して俳論のみが残った。
一部には写本の形で伝えられていたが、安永期に京都の井筒屋が板行した事によって一般に流布した。

### 『去來抄』と『花實集』
安永の『去來抄』刊行に先立ち、江戸では『俳諧花實集』と題する俳書が刊行されていた。『花實集』は去來による序と称する一文を付け、去來の遺著であるとされた。その内容において『去來抄』と相通づるところの多いものであったが、『去來抄』では去來と門友との問答であるところが、『花實集』では其角を中心としたものとなっていた。このため『去来抄』と『花實集』とは、少なくともいずれか一方が偽書であり、遅れて刊行された『去來抄』は疑いを持たれ続けた。
『去来抄』や『花實集』の内容そのものである去來の遺著と称する論説が世に流布されたのは、安永板本が初めてではなかった。。
去來遺著の諸説は去來生前に成立した俳書に一致するものが多い。このことはまた同時に、この遺著なるものはそれら諸書に材料を得て、去來一人の手になるかのように作り上げられたものではないかとの疑惑を持つことも出来ることになる。しかし蕉門俳書の大多数は知られているにもかかわらず、それらの俳書から得られるところは『去來抄』全体の10分の1にも満たない。故に『去來抄』『花實集』のいずれにしてもその基となった成書がなければならず、それは結局のところ去來の手になるものと見るほかは無い。蕉門他流の秘蔵書であったならば、其角・嵐雪ならば『花實集』の企ては無かったであろうし、許六・支考・越人・野坡などであればこれを秘することは無い。土芳には『三冊子』があり、杉風の秘蔵書にはこの成書と見られるものは無い。結局のところ、去來の伝と見るのが最も合理的なのである。。
勝峯晋風の『日本俳書大系』によれば、1745年（延享2年）に井筒屋より刊行された舊山撰『やまとがさ』奥付に「蕉門評 京貯月慮柹豪撰 去來遺著 三冊」と見え、去來の遺著と伝えられるものが延享以前に既に刊行されていたと知れる。川西徳三郎の『和露文庫俳書目』によれば溝口素丸の1755年（宝暦5年）刊行『俳諧教訓百首』に巻末付録としてある「去來先生確論」は「故實」と「修行」に当たるものであり、元は1753年（宝暦3年）の夏に『去來實記』という書から抜抄したものだという。
『花實集』は芭蕉の没した1694年（元禄7年）の冬に其角が落柿舎で越年した際の対談を基にしたとされるが、中村史邦の1696年（元禄9年）3月刊『芭蕉庵小文庫』からの引用がある点から完成はそれ以降と見られる。『去來抄』は去來の生存中に成稿したと見る他は無い。志田義秀は「去來抄を疑ふ」と題し、これらの資料を基に『去來抄』の成稿は元文ないし享保以前には遡れないとして、『去來抄』は去來の信奉者が『花實集』から記事を取り、語る人物を取り替えて去來を称揚し、ひいては江戸座一派や美濃派・伊勢派などに対し去来系統の優位を示すために作成されたものであると論じた。
これに対し潁原退蔵は、『去來抄』が『花實集』から材料を借りたものとする説を強く否定した。
1762年（宝暦12年）の大島蓼太・愚得坊鼠腹撰『俳諧無門閥』は収録する俳話48編中29編が『去來抄』の流用または抜抄であり、その内容は『去來抄』4冊の全てにわたっている。
1767年（明和4年）成立の蓑笠庵梨一『もとの清水』に参考書籍の一つとして挙げられた『去來集』なる書は『去來抄』と同一の書であろうと目される。
一方でこの内容を其角の門流と伝える書は『花實集』以前には全く見られず、寧ろ『去來抄』翻刻の動きを知った江戸座一派が、自派の権威を高からしめるために『花實集』を作成したのであり、『花實集』にこそ文中の問答者を取り替えた作為があるとした。
潁原は『去來抄』の古写本の中でも、古梓堂文庫に蔵する一本に注目し、仔細に検討を加えた。この本は「先師評」と「同門評」の2篇のみ現存するが、巻末に添えられた絅坊灰霜による識語には「或時知府の館にありける若杉の何がしと風雅を語るに、柿落舎の草稿其家に殘せり（中略）翁の金言、門人の高論、修教、古實の四ッの巻なり。（後略）」とあり元は「故實」と「修行」の2篇も存していたと見える。またその書体・用紙は去來の時代のものとして受け入れ難いものではない。この識語の通り去來自身の草稿であるならば、『去來抄』の真贋はたちどころに決着する。潁原は現存する去來真蹟との照合では、去來自筆と確定できないとした。しかしこの本は普通の写本とは異なり、文章を塗抹し、書き加え、二通り三通りに記すなどおびただしい添削推敲の跡がある。あまつさえ原字が判らないほど塗潰した所もあり、模写したものとは考え難いと論じた。
無論これは去來の草稿ではなく、偽書作成者の草稿であることも考えられる。しかしこの本は更に、裏面に『去來抄』本文と同一の筆跡で『渡鳥集』夜巻の草稿、去來が伊東不玉に送った論書などが記されている。『渡鳥集』は卯七が去來の後援を受けて撰したものであり、この草稿に見える推敲の結果は『渡鳥集』板本と全て一致した。「此間一行あく」「此追加ヲ裏ニおくりて」等とある注意書きも、板本ではその通りになっている。潁原はこの草稿の筆者は『渡鳥集』の撰者である卯七、または不玉宛論書の筆者であるべき去來と推定し、当然『去來抄』本文についても卯七か去來の筆になるものとした。
『去來抄』が卯七の筆録によるとの説は、従来も伝えられてきたものである。去來と親しく義理の従兄弟であった卯七が、『去來抄』を執筆したとしても不自然なことはない。卯七の真蹟と称するものは僅かな短冊しか無く、筆跡鑑定による客観的な証拠は得られなかった。潁原は今後有力な真蹟が現れることを待つとしながらも、この古梓堂文庫本こそは間違いなく現存する『去來抄』の稿本であると結論付けた。
その後、岩淵悦太郎は同僚である本庄實の家に伝わる『土芳・半殘宛書簡』が『去來抄』にまつわるものではないかと杉浦正一郎に教示した。本庄は杉浦にとっても大阪高等学校時代の恩師である。その家は藤堂家の家臣で代々上野の藩士という由緒正しいものであった。杉浦はこの書簡と潁原の示した古梓堂文庫本は筆勢が全く同一であることを確認し、また『俳人真蹟全集』第5巻に見られる「木節・乙州宛書翰」や『芭蕉門古人眞蹟』の「盛久傅」、『回家休』などの去來筆とも疑問の余地無く同筆勢であった。ここに『去來抄』稿本及び裏面の『渡鳥集』『不玉宛論書』草稿は全て去來真蹟と確認され、その真贋は遂に決着が付くこととなった。

## 諸本

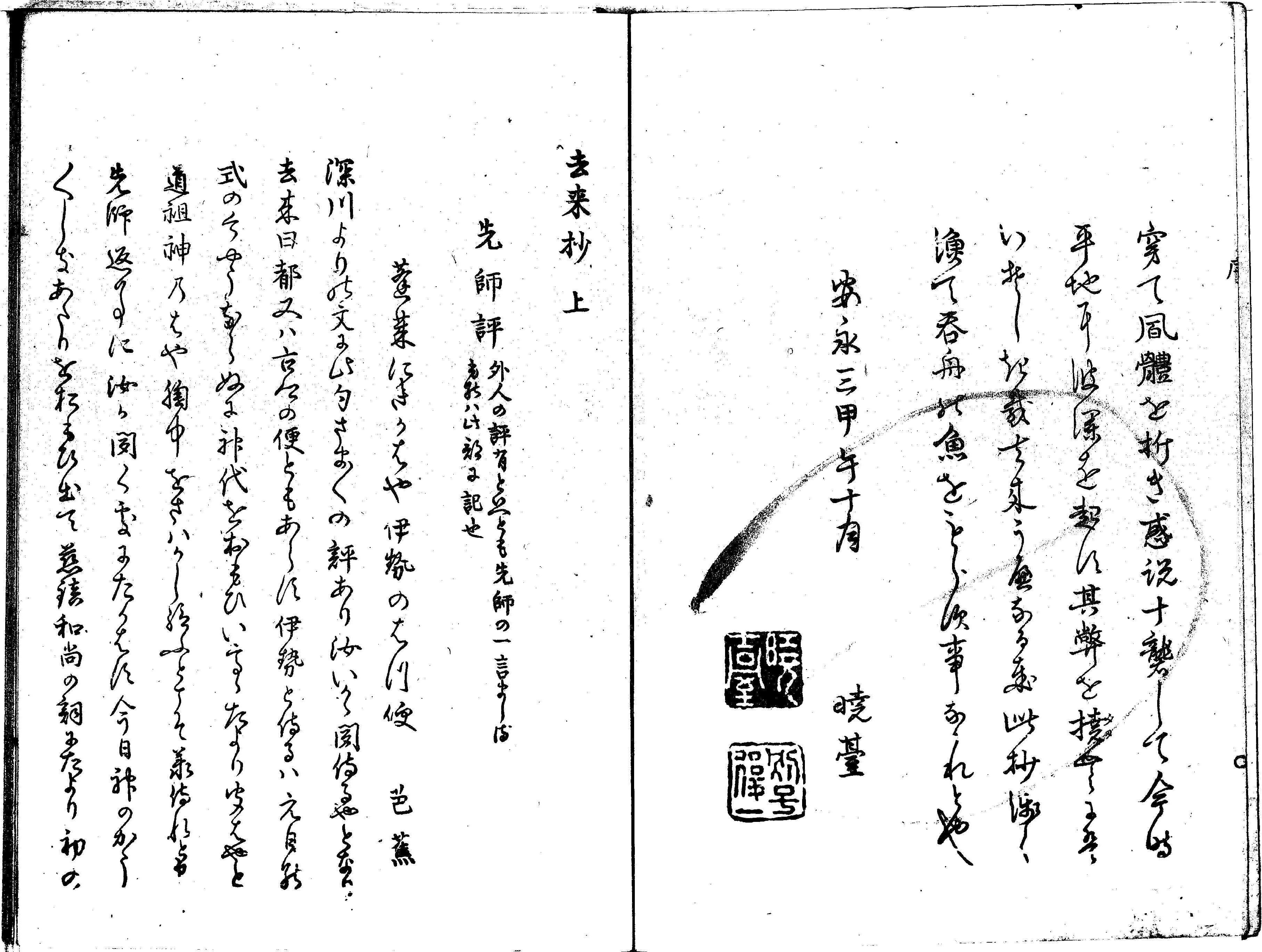
去來抄 版本
所蔵：国文学研究資料館
提供：人文学オープンデータ共同利用センター
『日本古典籍データセット』より

大東急記念文庫本（草稿）
紙数36丁。おびただしい書入れや抹消、訂正などの推敲の跡があり、また筆蹟からも去來自筆と見られ最も信頼すべき底本である。「先師評」「同門評」の2篇のみが現存する。大正の末に旧古梓堂文庫蔵に帰し、潁原退蔵により去來抄の原本であると立証されて世に出た。戦後に大東急記念文庫蔵となった。去來抄撰述の推敲過程を伝えた現存唯一の原本であるとして、1978年6月15日に重要文化財に指定された。
安永板本（版本）
尾張の加藤暁臺が編者として序文を書き、井上士朗が跋をつけ、板下は嚔居士一音が浄書したと見られる。「故實」篇を除く「先師評」・「同門評」「修行教」の3篇を上中下の3巻3冊として刊行された。夏目成美は『隨齋諧話』にて「故實」篇が欠けていることを惜しんでおり、浄書者である一音自身が『左比志遠理』において「故實」篇を含む『去来抄』4巻本を推薦している。本来4巻本の写本から、刊行に際して暁臺が「故實」篇を除いたのではないかとされる。
国立国会図書館本（写本）
1冊。筆者・書写年代は未詳で「一枝菴」との蔵印がある。ただし筆蹟・装幀・蔵印を同じくする『三冊子』および『旅寝論』の写本が国会図書館にあり、特に『旅寝論』は1778年（安永7年）の板本を筆写して1787年（天明7年）跋の重厚編『もとの水』の写しを付載することなどから、あるいは安永から天明（1772年～1781年）期前後のものとされる。本文は四篇を完備し、誤写・誤脱もあるがきわめて丁寧に筆写している。「先師評」「同門評」については大東急記念文庫本の書入れや抹消、訂正などに忠実に従って書写しており、その意味で草稿本系統に属する。前半二篇から類推して、「故実」「修行」の二篇の底本とされる。
天理図書館巻子本（写本）
巻子本2巻。筆者・書写年代は未詳。旧紫羊文庫蔵。本文内容はほぼ国立国会図書館本と共通する。
天理図書館本（写本）
1冊。三浦若海旧蔵。題簽は「芭蕉翁評談 去來抄 上中下合巻」と記される。巻末の識語に宝暦9年（1759年）とある。書写本からの転写本で比較的年代の古いもの。本文は簡略であり、おそらく内容の大意を取って筆写している。附録として『去來抄』に洩れた『花實集』の14ヶ条の抄録を巻末に付載する。本文には若海が板本系統の異本によって詳細な朱書校合を加えており、この異本は「若海朱書校合本」とも呼ばれる。
蕉門秘決集（写本）
1冊。表紙に「去來集」、扉に「落柿舎去來述 蕉門秘訣集」、内題に「去來集 蕉門秘訣」とある。巻末に識語を記す。本文内容はほぼ国立国会図書館本に共通するが、天理図書館本に近い部分もある。
大磯義雄本（写本）
大礒義雄架蔵の本。1冊。天理図書館本と同じく、巻末に『花實集』の抜抄を添えている。大礒は、若海が校合に供した異本と同じ系統の書としている。筆者・年代ともに不明だが、本書には本文の一節毎に石河積翠の『去來抄評』を「評」として加えており、『去來抄評』成立の寛政（1789～1801）期頃のものとされる。
文里筆写淡々本（写本）
復本一郎架蔵の本。半時庵淡々が機会を得て去来自筆本から書写して門人に伝来したものを、1806年（文化3年）に田辺文里が写したもの。誤字脱字は見られるものの、素性の明らかな「故実」篇の書写としては現存唯一という。復本は国会図書館本が属する草稿本系統との違いから、『去來抄』浄書本の存在を想定し得るとする。
蛙夕坊本（写本）
大内初夫架蔵の本。表紙茶色、半紙本1冊、袋綴じ。始めに遊紙1枚、墨付き69丁。左肩に題簽が貼られ「去来抄 全」とある。「故實」「修行」「先師評」「同門評」の順に並ぶ。書写者蛙夕坊の識語に「此書ハ、去来先生の舎弟魯町（向井元成也）方に有りしを百花先生写し置きたまふを、後百花紗鹿子より写し伝へ侍る也。（後略）」とあり、草稿本系統に属する。「故實」「修行」の底本として用いられる国会図書館本は誤字脱字が多くて善本とは言えず、大内は校本の作成を重要としている。
贄川他石蔵本
椙軒素秋の正本を知足齋が筆写したもの。贄川他石が『芭蕉全集』（日本名著全集;江戸文藝之部;第3巻）を編纂するに際し底本として用いた。

### 人物
1. ↑  蓑田卯七（1663-1727）：江戸時代前期から中期の蕉門俳人。通称は八平次、別号として十里亭。去来と共に『渡鳥集』を編した
2. ↑  勝峯晋三（1887-1954）：東京の俳人・国文学者。別号に黄燈苑。俳句を父である錦風に学び、後に伊藤松宇にも師事した。東洋大学を卒業し新聞記者として15年を経た後、俳諧研究や著述に専念した
3. ↑  吉田勝昌（1713-1795）：江戸中期の俳人。初号は白芹、別号に絢堂・天地庵などがある。長谷川馬光に師事して3代目其日庵を継承し、葛飾派を築いた。門人には小林一茶がいる
4. ↑  中村史邦（生没年不詳）：元禄期(1688～1704)に活躍した蕉門俳人。中村春庵の名で尾張犬山の寺尾直竜に侍医として仕えた。後に上洛して蕉門に連なり、『猿蓑』には14句を入集した。芭蕉に二見の文台や硯箱などを与えられた
5. ↑  伊東玄順（1648-1697）：江戸時代前期の俳人で庄内藩主の侍医。医号は淵庵。別号に潜庵、潜淵庵がある。俳諧を大淀三千風に師事した。酒田俳壇の中心的人物であり、芭蕉は『おくのほそ道』の旅の途中で不玉宅に宿泊している。編著に『継尾集』『葛の松原』などがある
6. ↑  加藤周挙（1732-1792）：別号として買夜子、他朗、暮雨巷などがある。通称は平兵衛。尾張藩に出仕し、後に致仕して俳諧に専念した。俳諧を武藤巴雀・白尼に師事し、蕉風復興を目指した。多くの門人を養成し、暮雨巷一門を形成した
7. ↑  松木伝七（1674-1761）：江戸時代中期の大坂の蕉門俳人。初号は因角。別号に渭北、勃卒翁などがある。初めは椎本才麿門、江戸に出て立羽不角に師事し、芭蕉の没後は宝井其角についた。京都で名声を博し、のち大坂に移って浪花ぶり半時庵流と称する俳風を広めた

### 註釈
1. ↑  1652年（承応元年）より1808年（文化5年）頃まで営業した俳書専門の書肆。住所は京都寺町二条上ル。代々通称として庄兵衛と名乗った。初代庄兵衛重勝は貞徳の門人で、広く貞門諸派の俳書を出版し延宝期には談林俳書も手掛けた。蕉門俳書のほとんどを手掛け、他書肆を圧倒して元禄俳書の版元として権威を確立した。以下、2代重晴・3代重寛・4代寛治・5代荘兵衛まで確認されている
2. ↑  浅井乕雄の蔵書を基にし、京都大学に寄託されていた久原房之助の「久原文庫」が移転した際「古梓堂文庫」と名付けられた。戦後再び久原の所蔵に帰し、1948年（昭和23年）五島慶太に譲渡されて「大東急記念文庫」に架蔵された
3. ↑  俳人熊坂紫羊（-1974）による芭蕉・蕉門関係書の蒐集